# Otto Reich (SS-Mitglied)
Otto Reich (* 5. Dezember 1891 in Waldhausen, Landkreis Insterburg, Ostpreußen; † 20. September 1955 in Düsseldorf-Oberkassel) war deutscher SS-Führer und Polizist während der Zeit des Nationalsozialismus sowie Lagerkommandant im KZ Lichtenburg.

## Leben
Nach einem achtjährigen Volksschulbesuch schlug Reich die Laufbahn eines Berufssoldaten ein. Reich besuchte ab 1907 die Unteroffiziersschule Bartenstein und ab 1909 die Unteroffiziersschule Potsdam. Reich trat 1911 in das 4. Garde-Regiment zu Fuß ein. Mit diesem nahm er von 1914 bis 1918 als Soldat am Ersten Weltkrieg teil, in dem er am 1. März 1915 zum Vizefeldwebel befördert wurde. Nach dem Krieg gehörte er einem Freikorps an. Reich machte sich 1921 mit einem Lebensmittel-Großhandel selbstständig, ging aber aufgrund der Inflation pleite.
Reich trat zum 1. August 1930 in die NSDAP ein (Mitgliedsnummer 289.356) und schloss sich auch der SS an (SS-Nummer 9.948). Ab 1931 führte er den SS-Sturm 1/V/6 in Berlin. Nach der Machtübernahme durch die Nationalsozialisten wurde Reich am 17. März 1933 als einer der ersten 120 Männer von Sepp Dietrich zur Leibstandarte SS Adolf Hitler (LSSAH) versetzt. In der Nacht vom 29. zum 30. Juni 1934 führten Reich und Jürgen Wagner etwa zwei Drittel der Leibstandarte an, die im Rahmen der Röhm-Affäre in einer Nacht- und Nebelaktion mit Zügen von Berlin nach Bayern verlegt wurde, um sich dort unter dem Kommando des eingeflogenen Sepp Dietrich zur persönlichen Verfügung Hitlers zu halten. Am frühen Abend des 30. Juni kommandierte Reich als Beauftragter Dietrichs ein Exekutionskommando aus Angehörigen der LSSAH, das im Hof des Gefängnisses Stadelheim sechs prominente SA-Führer auf Befehl Hitlers erschoss. Am 4. Juli wurde Reich mit Wirkung zum 1. Juli zum SS-Standartenführer befördert.
Bald danach wurde er durch den Reichsführer SS Heinrich Himmler als Leiter der militärischen Grundausbildung an der SS-Junkerschule in Jüterbog eingesetzt. Nach Auseinandersetzungen mit dem Kommandeur der LSSAH Dietrich wurde er am 1. März 1935 von der Leibstandarte abberufen und wurde Lagerkommandant des KZ Lichtenburg, bis er am 30. März 1936 auf eigenen Wunsch diese Stelle aufgab und anschließend im KZ Esterwegen die Wachmannschaft „Ostfriesland“ führte. Von Juli 1937 bis Oktober 1938 führte er den SS-Totenkopfverband „Brandenburg“ im KZ Sachsenhausen und danach den SS-Totenkopfverband „Ostmark“ im KZ Mauthausen.
Von April 1941 bis April 1942 war er Kommandeur von SS-Freiwilligen-Standarte Nordwest, danach bis Mitte Februar 1943 Kommandant beim Nachschub der Waffen-SS und Polizei in Riga (Russland-Nord), anschließend beim Polizeipräsidenten in Breslau. Von August 1943 bis Juni 1944 war er Kommandeur des SS-Polizei-Regiments 4, danach kurzzeitig in der Stabsabteilung des SS-Personalhauptamtes. Ab August 1944 war er Kommandeur der Ordnungspolizei in Agram und nach dem Tod von Willi Brandner noch kurzzeitig dessen Nachfolger als Polizeigebietsführer Agram vom 28. Dezember 1944 bis 6. Januar 1945. Danach war er bis zum Ende des Zweiten Weltkrieges als SS-Führer in der Stabsabteilung des SS-Personalhauptamtes eingesetzt.
Reich wurde nach Kriegsende juristisch nicht belangt.

## Auszeichnungen
| Reichs SS-Ränge   | Reichs SS-Ränge             |
| Datum             | Rang                        |
| ----------------- | --------------------------- |
| 6. Dezember 1931  | SS-Untersturmführer         |
| 28. Juni 1933     | SS-Sturmbannführer          |
| 30. Januar 1934   | SS-Obersturmbannführer      |
| 1. Juli 1934      | SS-Standartenführer         |
| 1. September 1941 | SS-Oberführer der Waffen-SS |

- Eisernes Kreuz (1914) II. Klasse
- Ehrenkreuz für Frontkämpfer
- Wiederholungs-Spange zum Eisernen Kreuz II. Klasse
- Kriegsverdienstkreuz (1939) I. Klasse
- Ehrendegen des Reichsführers SS
- Totenkopfring der SS
- Bandenkampfabzeichen